# 旭區 (橫濱市)
旭區（日语：／ Asahi ku */?）是日本神奈川縣橫濱市的18區之一。設立于1969年10月1日，由保土谷區西部分出。

## 地理
旭區的大部分區域都位於多摩丘陵，海拔約在60至100米之間。平均海拔為63.5米，是橫濱市內最高的地區。西部部分屬於相模野台地的一部分，因此在上瀨谷通信設施遺址附近，有著平緩廣闊的草原地帶。帷子川貫穿旭區中央。沿著保土谷繞道及區域西部，設置了廣泛的橫濱市風致地區條例下的市區化調整區，這些地區成為了生產綠地、公園、山林。區內有川井矢指風致地區、今井大池名瀨風致地區和三保新治風致地區等三個風致地區。因此，旭區在橫濱市內的綠化覆蓋率排名第二。
由於厚木街道和八王子街道所帶動的便利交通，旭區過去與厚木市和町田市之間的交流非常興盛。隨著橫濱的發展，旭區逐漸被開發成為臥城，成為橫濱都市圈的郊區。然而，由於相鐵、保土谷繞道和大和繞道等交通設施及道路的完善，旭區與神奈川縣央和西部地區以及多摩地區的聯繫仍然十分緊密。

### 區名的由來
旭區為典型的祥瑞地名，經過公募後決定。
| 順位 | 區名       | 報名數 |
| ---- | ---------- | ------ |
| 1位  | 西保土谷區 | 119    |
| 2位  | 港西區     | 116    |
| 3位  | 鶴峰區     | 86     |
| 4位  | 富士見區   | 80     |
| 5位  | 旭區       | 47     |
| 6位  | 綠區       | 42     |
| 7位  | 相模區     | 23     |
| 8位  | 二俁川區   | 17     |
| 9位  | 希望丘區   | 11     |
| 10位 | 西保區     | 6      |

由於筆畫少、且象徵著旭日東升的未來，最後採用排名第5的「旭區」作為區名。

## 教育

### 專門学校
- 神奈川縣立橫濱看護專門学校
- 日產橫濱自動車大学校

### 高等学校
公立
- 神奈川縣立旭高等学校
- 神奈川縣立希望丘高等学校
- 神奈川縣立二俁川看護福祉高等学校
- 神奈川縣立橫濱旭陵高等学校

私立
- 星槎高等学校（※中高併設）
- 橫濱商科大学高等学校

### 中等教育学校
私立
- 橫濱富士見丘学園中等教育学校

### 中学校
公立
- 橫濱市立旭中学校
- 橫濱市立旭北中学校
- 橫濱市立今宿中学校
- 橫濱市立上白根中学校
- 橫濱市立希望丘中学校
- 橫濱市立左近山中学校
- 橫濱市立都岡中学校
- 橫濱市立鶴峯中学校
- 橫濱市立本宿中学校
- 橫濱市立萬騎原中学校
- 橫濱市立南希望丘中学校
- 橫濱市立若葉台中学校

私立
- 星槎中学校（※中高併設）

### 小学校
- 橫濱市立市澤小学校
- 橫濱市立今宿小学校
- 橫濱市立今宿南小学校
- 橫濱市立上川井小学校
- 橫濱市立上白根小学校
- 橫濱市立川井小学校
- 橫濱市立希望丘小学校
- 橫濱市立左近山小学校
- 橫濱市立笹野台小学校
- 橫濱市立幸丘小学校
- 橫濱市立四季之森小学校
- 橫濱市立白根小学校
- 橫濱市立善部小学校
- 橫濱市立都岡小学校
- 橫濱市立鶴峯小学校
- 橫濱市立中尾小学校
- 橫濱市立中澤小学校
- 橫濱市立東希望丘小学校
- 橫濱市立二俁川小学校
- 橫濱市立不動丸小学校
- 橫濱市立本宿小学校
- 橫濱市立萬騎原小学校
- 橫濱市立南本宿小学校
- 橫濱市立若葉台小学校
- 橫濱三育小学校（私立）

### 特別支援学校
- 左近山特別支援学校
- 若葉台特別支援学校

### 職業訓練設施
- 神奈川縣立產業技術短期大学校
- 神奈川縣立東部綜合職業技術校二俁川支所

## 設施

### 文化
- 旭圖書館
- 神奈川縣立公文書館
- 旭公会堂（區役所4樓）
- 旭區民文化中心」
- 旭區市民活動支援中心

### 運動
- 橫濱市旭運動中心
- 本村運動会館
- 兒童自然公園棒球場
- 今川公園運動廣場・屋外網球場
- 旭游泳池
- 鶴峰本町游泳池
- 大貫谷公園游泳池
- 兒童自然公園青少年野外活動中心

### 醫療
- 橫濱旭中央綜合醫院（若葉台）
- 赤枝醫院（上川井町）
- 橫濱鶴峰醫院（川島町）
- 聖瑪麗安娜醫科大学橫濱市西部醫院（矢指町）
- 左近山中央診療所（左近山）
- 神奈川醫院（川井本町）
- 神奈川縣立癌症中心（中尾）
- 日向台醫院（市澤町）
- 新綠腦神經外科（市澤町）
- 橫濱療育醫療中心（市澤町）
- 保土谷醫院（白根）
- 橫濱美國醫院（白根町）
- 上白根醫院（上白根）

## 交通

### 鐵路
相模鐵道
- 本線：希望丘站 - 二俁川站 - 鶴峰站
- 泉野線：南萬騎原站 - 二俁川站
- 上川井、若葉台地域可使用綠區的十日市場站與大和市的鶴間站，笹野台、今宿地域可使用瀨谷區的三境站，上白根地域可使用綠區的中山站，左近山地域可使用戶塚區的東戶塚站。

### 公車
- 相鐵巴士
- 橫濱市營巴士
- 神奈川中央交通
- 神奈川中央交通東
- 東急巴士
- 京濱急行巴士

### 道路
国道
- 国道16号保土谷繞道
  - （橫濱町田IC） - 上川井IC - 下川井IC - 本村IC - 南本宿IC - （新桜ヶ丘IC）

- 国道16号大和繞道
  - （橫濱町田IC） - 上川井IC

- 国道16号（八王子街道）

縣道
- 神奈川縣道40号橫濱厚木線（厚木街道）

- 神奈川縣道45号丸子中山茅崎線（中原街道）

- 神奈川縣道401号瀨谷柏尾線
- 神奈川縣道402号阿久和鎌倉線

市道
- 環狀2号線
- 環狀4号線

## 觀光
- 橫濱動物園
- 兒童自然公園（通稱：大池公園）
- 畠山重忠古戰場史跡（鶴峰・二俁川）
- 白根公園・白根不動。
- 四季之森公園
- 溫泉
  - 龍泉寺之湯 横濱鶴峰店
  - 上川井溫泉
- 矢指谷遺跡
- 大貫谷戶水路橋

## 知名出身人物
- 阿波野秀幸（前職棒選手）
- 內田洋貴（實業家）
- 木田勇 （前職棒選手）
- 中野榮一（前職棒選手）
- 鈴木翔天（職棒選手）
- 端戶仁（足球選手）
- 小林賢太郎（喜劇演員）
- 內田小百合（前女演員）
- 須藤理彩（女演員）
- 米倉涼子（女演員）
- 佐野進也（演員）
- 加瀨亮（演員）
- 橫濱流星（演員）
- 高地優吾（歌手）
- TiA（創作歌手）
- 藤井貴彥（播音員）
- 瑛人（創作歌手）

## 外部連結
- OpenStreetMap上有關旭區 (橫濱市)的地理
- （日語） 官方网站